# Mundijong
Mundijong är en del av en befolkad plats i Australien. Den ligger i kommunen Serpentine-Jarrahdale och delstaten Western Australia, omkring 40 kilometer söder om delstatshuvudstaden Perth. Antalet invånare är 1 494.
Närmaste större samhälle är Armadale, omkring 16 kilometer norr om Mundijong. 
I omgivningarna runt Mundijong växer huvudsakligen savannskog. Runt Mundijong är det glesbefolkat, med 12 invånare per kvadratkilometer. Genomsnittlig årsnederbörd är 951 millimeter. Den regnigaste månaden är september, med i genomsnitt 168 mm nederbörd, och den torraste är februari, med 12 mm nederbörd.